# Embracer Group
Embracer Group AB, tidigare Nordic Games Licensing och THQ Nordic, är ett svenskt förvaltningsbolag inriktat på datorspel och som ligger i Karlstad. Företaget grundades 2011 av Lars Wingefors.

## Dotterbolag
I juni 2024 hade Embracer Group över 12 000 anställda på ett stort antal bolag indelade i tio grupper. I mars 2025 hade bolaget över 7500 anställda på 75 dotterbolag fördelade i åtta grupper.
- THQ Nordic
  - Alkimia Interactive
  - Appeal Studios
  - Ashborne Games
  - Black Forest Games
  - Bugbear Entertainment
  - Experiment 101
  - Gate21
  - Grimlore Games
  - Gunfire Games
  - HandyGames
    - Massive Miniteam

  - Kaiko
  - Metricminds
  - Mirage Game Studios
  - Nine Rocks Games
  - Purple Lamp
- Plaion
  - Deep Silver
    - Dambuster Studios
    - Fishlabs

  - Development Plus
  - DigixArt
  - Flying Wild Hog
  - Milestone
  - Plaion Pictures
    - Anime Limited
    - Sola Media
    - Spotfilm Networx

  - Prime Matter
  - Ravenscourt
  - Splatter Connect
  - Vertigo Games
    - Vertigo Arcade
    - Vertigo Publishing
      - Vertigo Publishing Amsterdam

    - Vertigo Studios

  - Voxler
  - Warhorse Studios
- Coffee Stain
  - Box Dragon
  - Coffee Stain Studios
  - Coffee Stain Publishing
  - Easy Trigger Games
  - Ghost Ship Games
    - Ghost Ship Publishing

  - Lavapotion
- Amplifier Game Invest
  - A Creative Endeavor
  - DestinyBit
  - Frame Break
  - Green Tile Digital
  - Infinite Mana Games
  - Invisible Walls
  - Misc Games
  - Palindrome Interactive
  - Rare Earth Games
  - Studio Hermitage
  - Tarsier Studios
- Deca Games
  - A Thinking Ape Entertainment
  - CrazyLabs
    - Firescore Interactive

  - Cryptic Studios
  - Jufeng Studio
- Dark Horse Media
  - Dark Horse Comics
  - Dark Horse Entertainment
  - Things from Another World
- Freemode
  - Bitwave Games
  - Clear River Games
  - Game Outlet Europe
  - Gioteck
  - Grimfrost
  - Limited Run Games
  - Middle-earth Enterprises
  - Quantic Lab
  - Singtrix
  - Tatsujin
- CDE Entertainment
  - Crystal Dynamics
  - Eidos-Montréal
- Övriga
  - 34BigThings
  - 4A Games
  - Arc Games
  - Aspyr
    - Beamdog

  - Captured Dimensions
  - Demiurge Studios
  - Lost Boys Interactive
  - Snapshot Games
  - Tripwire Interactive
  - Tuxedo Labs
  - Zen Studios

### Sålda dotterbolag
- Foxglove Studios (grundades av THQ Nordic 2016, köptes ut av bolagets anställda 2019)[6]
- Vermila Studios (köptes av Amplifer Game Invest augusti 2020, såldes 2023)
- Goose Byte (grundades av Amplifier Game Invest december 2021,[7] såldes augusti 2023)[8]
- River End Games (grundades av Amplifier Game Invest januari 2020,[9] såldes november 2023)[10]
- Saber Interactive (köptes februari 2020, såldes till en av bolagets grundare 2024)[11]
- Rainbow Studios (återstartades av THQ Nordic januari 2013, köptes ut av bolagets anställda mars 2024)[12]
- Shiver Entertainment (köptes av Saber Interactive december 2021, såldes till Nintendo maj 2024)[13]
- Silent Games (köpt av Amplifer Game Invest november 2020, överlåtet maj 2024) [14]
- C77 Entertainment (grundat av Amplifier Game Invest januari 2020, överlåtet maj 2024) [källa behövs]
- Gearbox Entertainment (köptes 2021, avsikt att sälja till Take-Two Interactive meddelades mars 2024)[15]
- Easybrain (köptes februari 2021, såldes till Miniclip november 2024) [16]
- Pearl Games (köptes av Asmodee januari 2015, såldes 2024) [14]
- SpringboardVR (köptes februari 2021, såldes till SynthesisVR februari 2025)[17]
- Asmodee (köptes december 2021, aktieinnehav fördelat bland innehavare av Embraceraktier februari 2025)[18]
  - Access+
  - Aconyte
  - Atomic Mass Games
  - Bezzerwizzer Studio
  - Catan Studio
  - Days of Wonder
  - Edge Entertainment
  - Exploding Kittens
  - Fantasy Flight Games
  - Gamegenic
  - Libellud
  - Lookout Games
  - Mixlore
  - Plan B Games
  - Plaid Hat Games
  - Rebel Studio
  - Repos Production
  - Space Cow
  - Space Cowboys
  - The Green Board Game Co.
  - Twin Sails Interactive
  - Unexpected Games
  - VR Group
  - Z-Man Games
  - Zygomatic Games
- Zapper Games (grundat av Amplifier Game Invest december 2021, överlåtet mars 2025)
- IUGO Mobile Entertainment (köpt av Deca Games november 2020, överlåtet mars 2025)

### Nedlagda dotterbolag
- Square Enix Montréal (köptes av CDE Entertainment augusti 2022, stängdes november 2022)[19]
- Plucky Bytes (grundades av Amplifier Game Invest november 2020,[20] stängdes 2023)[8]
- Campfire Cabal (grundades av THQ Nordic september 2022, stängdes augusti 2023)[21]
- Volition (köptes av Deep Silver januari 2013, stängdes augusti 2023)[22]
- Free Radical Design (återstartades av Deep Silver maj 2021, stängdes december 2023)[23]
- Pieces Interactive (köptes av THQ Nordic in 2017, stängdes juni 2024)[24]
- Piranha Bytes (köptes av THQ Nordic 2019, stängdes juni 2024)[25]
- Pow Wow Entertainment (köptes av THQ Nordic augusti 2020, stängdes juni 2024)